# Actinodaphne cupularis
Actinodaphne cupularis är en lagerväxtart som först beskrevs av William Botting Hemsley, och fick sitt nu gällande namn av James Sykes Gamble. Actinodaphne cupularis ingår i släktet Actinodaphne och familjen lagerväxter. Inga underarter finns listade i Catalogue of Life.